# 拜賴希德

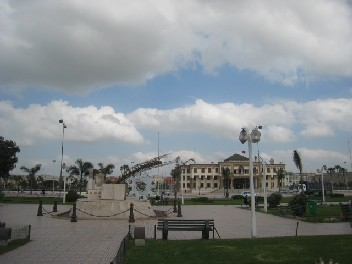
Berrechid monument

拜賴希德（阿拉伯语：‎）是非洲北部國家摩洛哥的城市，距離達爾貝達36.77公里，國家農業生產佔該國13.25%，市內有一個佔地412公頃的工業區，生產電器、食品、紡織、機械、化妝品等，2004年人口89,830。
33°16′N 7°35′W / 33.267°N 7.583°W